# Криницы (Оренбургская область)
Криницы — посёлок в Ташлинском районе Оренбургской области. Входит в состав Придолинного сельсовета.
Код ОКАТО 53251828002. Код ОКТМО 53651428. Почтовый индекс
461192.

## История
В 1966 г. Указом Президиума ВС РСФСР поселок фермы № 1 совхоза «Ташлинский» переименован в Криницы.

## Население
| 2010 |
| ---- |
| 88   |

## География
К западу от посёлка протекает руч. Кривой Вязовой.
Улицы в посёлке Криницы
- ул. Логтева
- ул. Молодежная
- ул. Сельская
- ул. Школьная